# Jean Daniel Abraham Davel

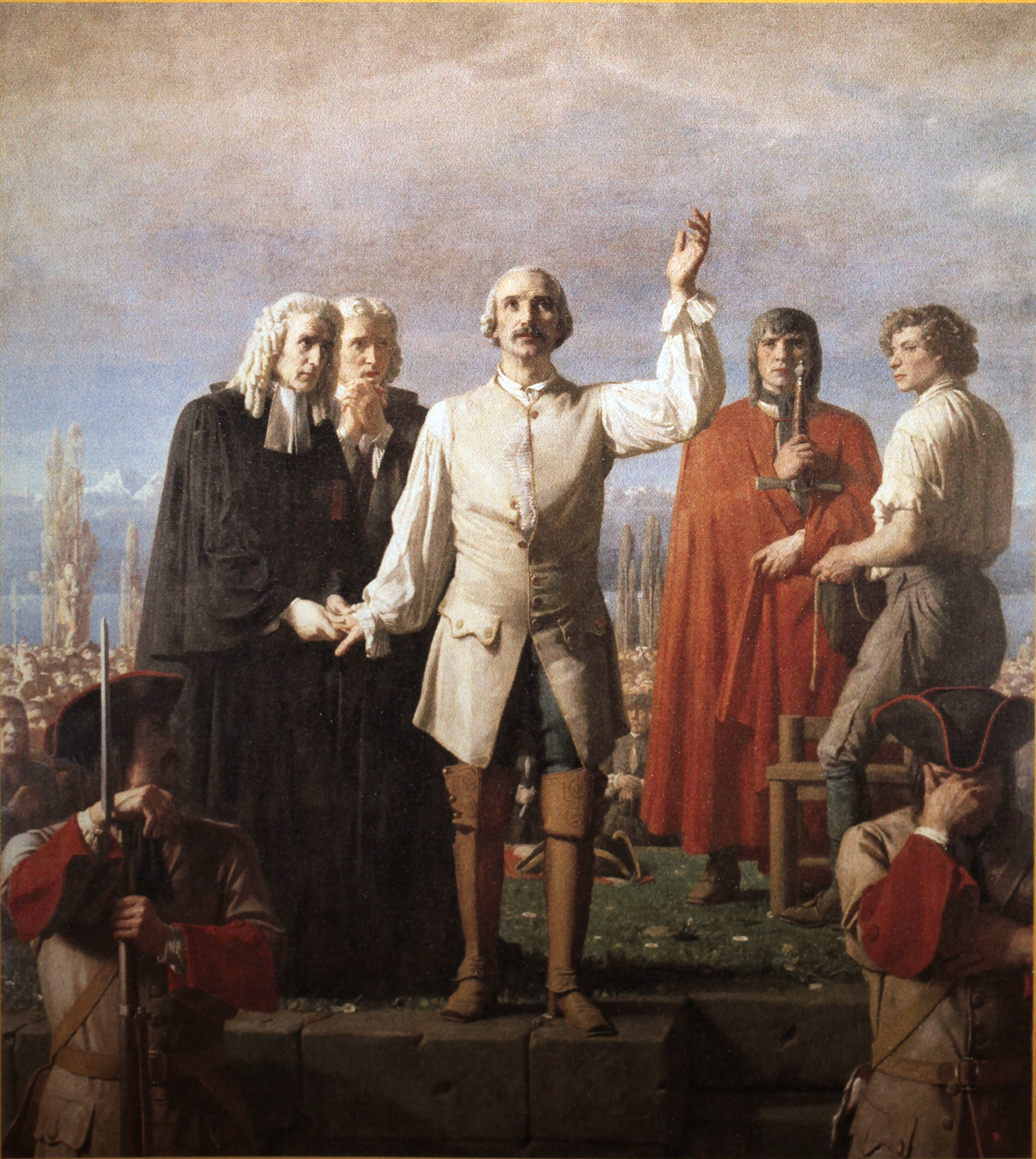
Davel vor seiner Hinrichtung, Gemälde von Charles Gleyre (1850)

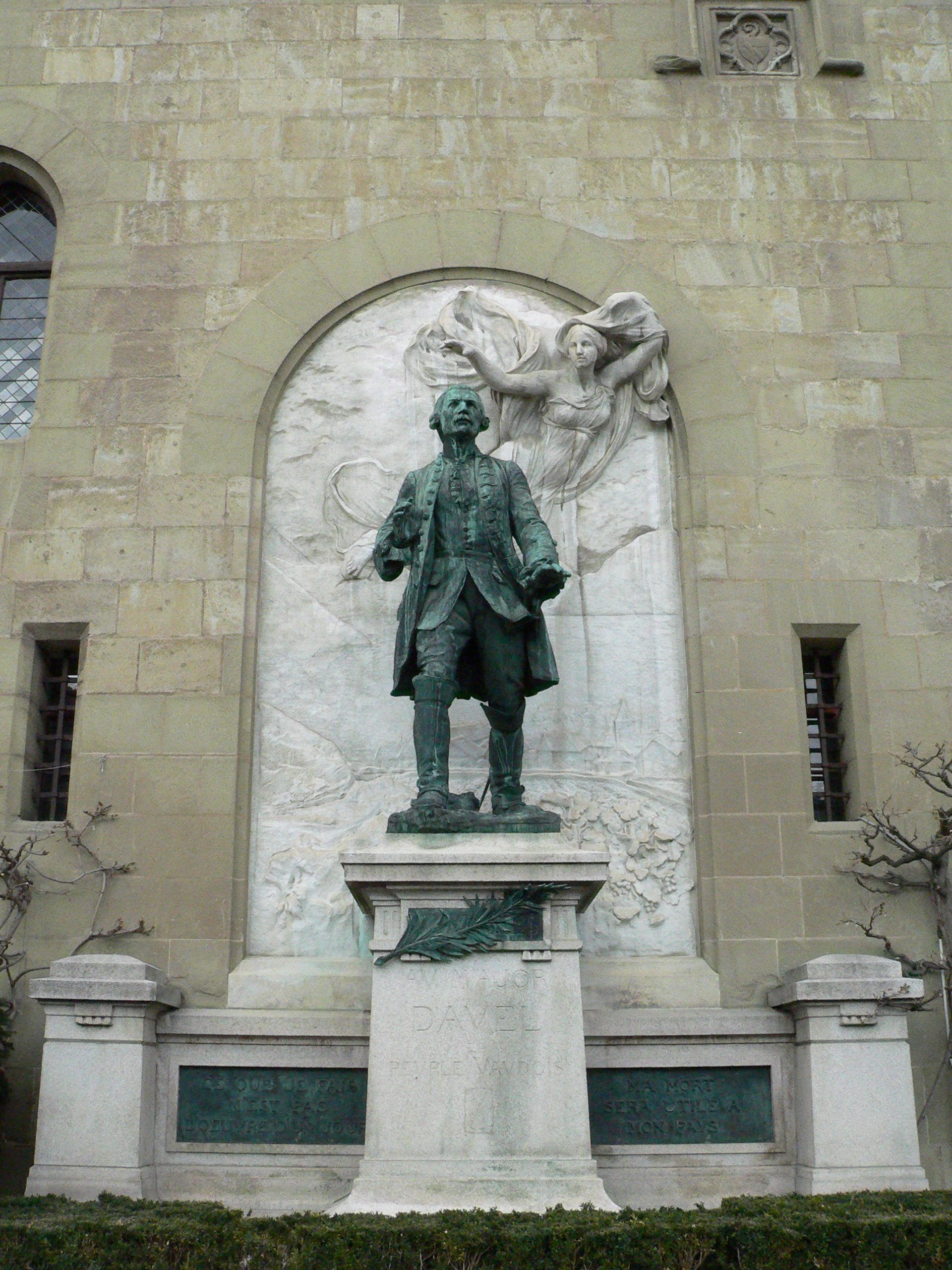
Statue von Davel in Lausanne

Jean Daniel Abraham Davel, genannt Major Davel (* 20. Oktober 1670 in Morrens; † 24. April 1723 in Vidy), war ein Schweizer bzw. Waadtländer Freiheitskämpfer und Volksheld.

## Leben
Jean Daniel Abraham Davel, Sohn eines Pfarrers, wurde nach seinem Studium in Lausanne Notar in Cully, einem Dorf im Lavaux bei Lausanne, später Vermessungsbeauftragter. 1692 begann er seine Militärkarriere im Dienste von Prinz Eugen von Savoyen und später von John Churchill, Herzog von Marlborough. Er verhalf 1712 Bern in der zweiten Schlacht von Villmergen zum Sieg. Nach diesem epochalen Sieg des protestantischen Bündnisses wurde er zum Major ernannt und erhielt eine Lebensrente. Er liess sich im Waadtland (Pays de Vaud) nieder, wo er ein Justizamt übernahm. 1717 wurde er von den Bernern zum Kommandanten der Waadtländer Milizen des Bezirks Lavaux ernannt.
Patriotische Gefühle und mystische Visionen drängten Davel dazu, die Waadt von der Herrschaft Berns zu befreien. Am 31. März 1723 marschierte er in Begleitung von 500 bis 600 Soldaten, die zufällig zu einer Inspektion versammelt waren, in Lausanne ein, als der bernische Landvogt abwesend war. Dort versammelte er den Gemeinderat und legte ihm ein Manifest vor, mit dem er der bernischen Regierung zahlreiche Missbräuche vorwarf. Anschliessend veröffentlichte er seinen Plan für die Unabhängigkeit des Waadtlandes. Der Stadtrat täuschte angesichts der vorgetragenen Missstände Interesse vor, sandte aber gleichzeitig hastig einen geheimen Bericht nach Bern. Auf Befehl Berns wurde Davel am 1. April festgenommen. Er behauptete unter schwerer Folter, sein Auftrag sei ihm direkt von Gott gegeben worden und er habe keinen Komplizen. Auf Anordnung der bernischen Regierung wurde er vom Bürgergericht Lausanne zum Tod verurteilt; er wurde am 24. April 1723 auf dem Richtplatz in Vidy enthauptet.

## Nachleben
Davel wurde nach der Unabhängigkeit des Kantons im Jahr 1803 eine patriotische Symbolfigur. Die Kantonsregierung bestellte 1846 ein Gemälde bei Charles Gleyre, einem berühmten Maler aus Lausanne, der in Paris arbeitete und lehrte und zu dessen Schülern Claude Monet, Alfred Sisley, Frédéric Bazille, Ludovic-Napoléon Lepic, James Abbott McNeill Whistler und Auguste Renoir zählten. Das Werk, welches im Palais de Rumine in Lausanne ausgestellt war, wurde in der Nacht des 24. August 1980 durch politischen Vandalismus einer bis heute unbekannten Person zerstört.
Heute erinnert die Waadtländer Sektion des Schweizerischen Zofingervereins jedes Jahr am 24. April mit einem Marsch an das Opfer von Major Davel am selben Tag im Jahr 1723, beginnend beim Schloss Saint-Maire in Lausanne und endend beim Vidy-Denkmal, wo er hingerichtet wurde. Das Denkmal wurde 1899 im Louis-Bourget Park genau an der Stelle errichtet, an der einst der Galgen stand. Es trägt die folgende Inschrift: „Hier gab Davel sein Leben für sein Land. 24. April 1723“.
Das nach ihm benannte Dampfschiff Major Davel verkehrte von 1892 bis 1967 auf dem Genfersee. 